# Villanueva de la Vera
Villanueva de la Vera est une commune de la province de Cáceres dans la communauté autonome d'Estrémadure en Espagne.